# Топола (община)
Топола (серб. Топола) — община в Сербии, входит в Шумадийский округ.
Население общины составляет 23 880 человек (2007 год), плотность населения составляет 67 чел./км². Занимаемая площадь — 356 км², из них 77,1 % используется в промышленных целях.
Административный центр общины — город Топола. Община Топола состоит из 31 населённого пункта, средняя площадь населённого пункта — 11,5 км².

## Статистика населения общины
| Год  | Население, чел. |
| ---- | --------------- |
| 1991 | 27 284          |
| 2001 | 25 498          |
| 2002 | 25 236          |
| 2003 | 24 969          |
| 2004 | 24 756          |
| 2005 | 24 486          |
| 2006 | 24 199          |
| 2007 | 23 880          |